# Архангело-Михайлівський жіночий монастир (Лозова)
Архангело-Михайлівський жіночий монастир УПЦ (МП) (Свято-Архистратиго-Михайлівський жіночий монастир) — православний монастир у Харківській єпархії.
У 1897 році в селі Світловщина, поблизу Лозової був заснований Трьохсвятительський жіночий монастир. Після революції 1917 року обитель була закрита.
Відродження монастиря почалося 22 квітня 1997 року. Обителі було передано напівзруйновану будівлю колишнього ПК Залізничників в м. Лозова, яке було перебудовано під монастирські келії.
22 березня 1998 митрополитом Харківським і Богодухівським Никодимом проведено освячення Свято-Архангело-Михайлівського монастирського храму.